# 13627 Yukitamayo
13627 Yukitamayo eller 1995 VP1 är en asteroid i huvudbältet som upptäcktes den 15 november 1995 av de båda japanska astronomerna Kazuro Watanabe och Kin Endate vid Kitami-observatoriet. Den är uppkallad efter Tamayo Yuki.
Asteroiden har en diameter på ungefär 3 kilometer.